# Kayla Brodner
Kayla Brodner (ur. 1990) – kanadyjska zapaśniczka walcząca w stylu wolnym. Srebrna medalistka igrzysk frankofońskich w 2017 roku. 
Zawodniczka University of Regina